# Alexandria (Wirginia)

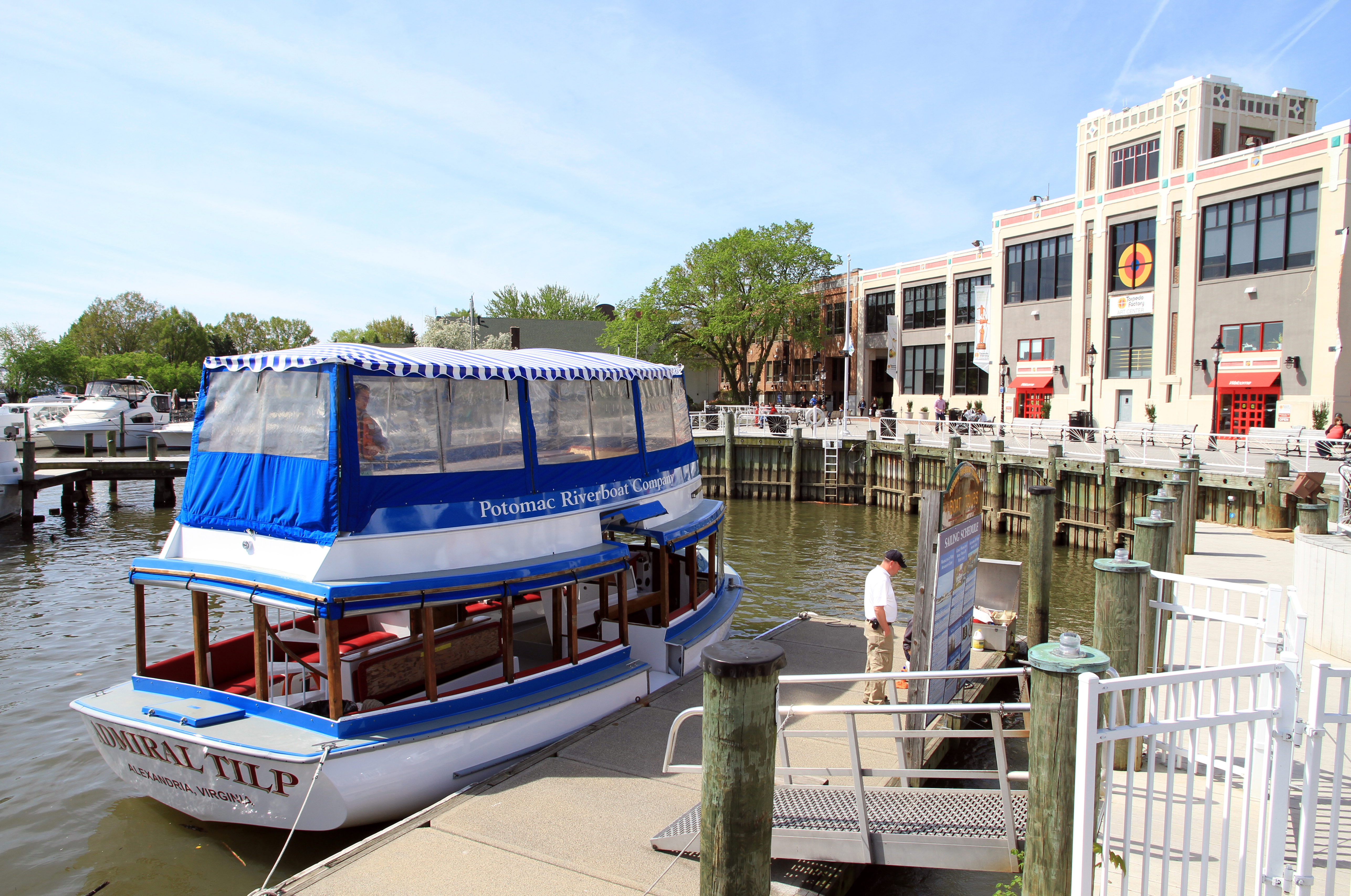

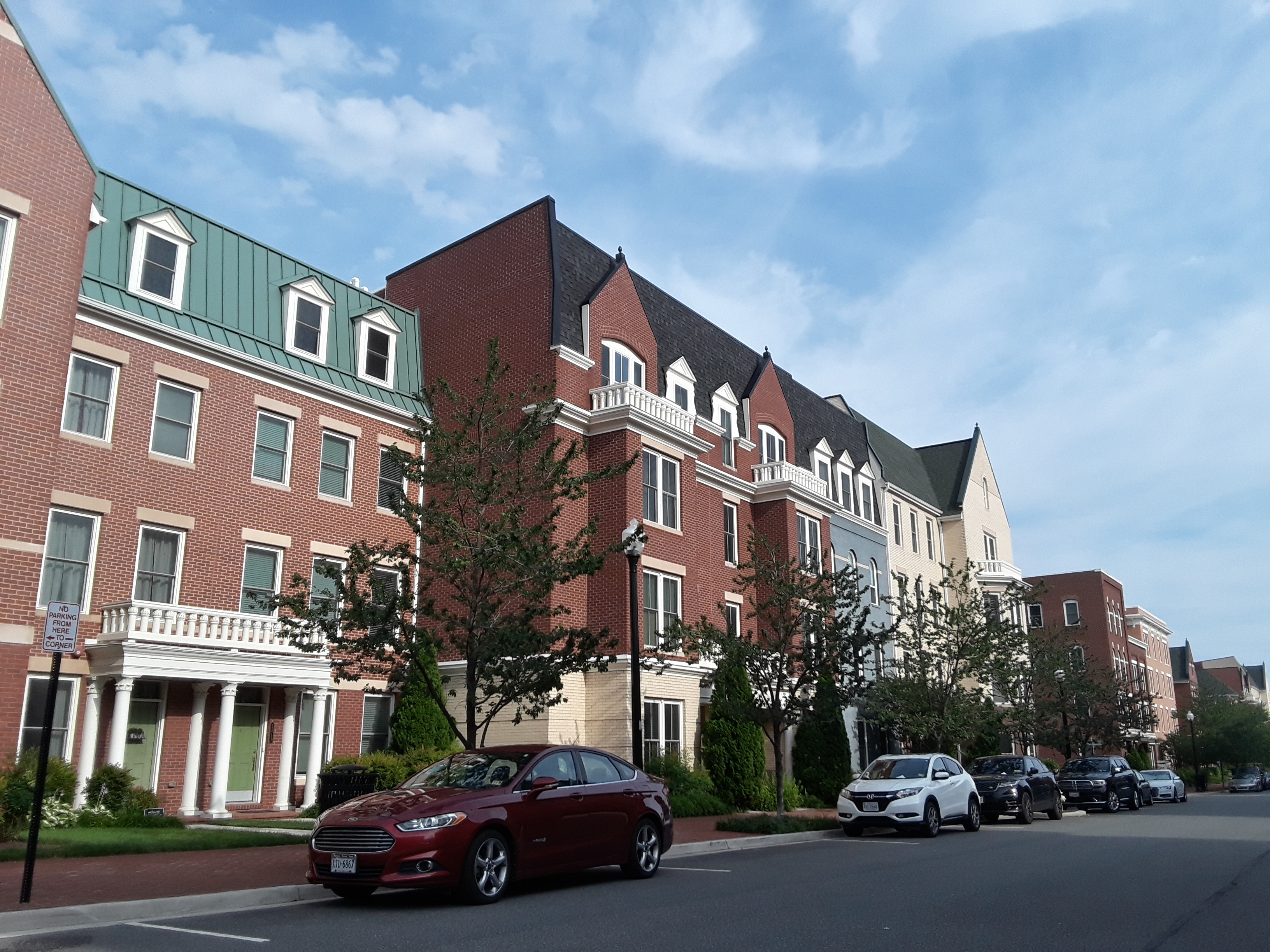

Alexandria – miasto w Stanach Zjednoczonych, w stanie Wirginia, w aglomeracji Waszyngtonu, położone nad rzeką Potomak. Jest 6. co do wielkości miastem stanu Wirginia. W dużym stopniu zamieszkane przez pracowników rządu i armii.

## Demografia
W latach 2010–2020 populacja miasta wzrosła o 13,9% do 159,5 tys. mieszkańców, a jedną czwartą stanowią osoby urodzone poza granicami Stanów Zjednoczonych.
Struktura rasowa miasta przedstawia się następująco:
- biali nielatynoscy – 51,5%
- czarni lub Afroamerykanie – 21,6%
- Latynosi – 16,5%
- rasy mieszanej – 8,1%
- Azjaci – 6,4%.

Do największych grup należą osoby pochodzenia irlandzkiego (11,2%), niemieckiego (10,9%), angielskiego (10,2%), afrykańskiego subsaharyjskiego (9,3%), włoskiego (5,2%), salwadorskiego (4,9%), szkockiego lub szkocko–irlandzkiego (3,6%) i polskiego (3,2%).
Miasto posiada najwyższy odsetek (3,4%) osób urodzonych w Etiopii, wśród amerykańskich miejscowości liczących ponad 100 tys. mieszkańców.

## Dane ogólne
Miasto spełnia głównie funkcje mieszkaniowe. Alexandria Academy założona została w 1749 roku.
Alexandria uzyskała prawa miejskie od 1779 roku.
Na cmentarzu w Alexandrii pochowany jest Wernher von Braun (Wernher Magnus Maximilian von Braun), nazywany „Ojcem amerykańskiej astronautyki”.

## Zabytki
- kościół Christ Church z XVIII/XIX wieku
- George Washington Masonic National Memorial
- Gadsby’s Tavern Museum

## Gospodarka
Bliskość miasta do stolicy federalnej ma duży wpływ na jej gospodarkę. Na gospodarkę miasta ma również wpływ łatwy dostęp do Narodowego Portu Lotniczego im. Ronalda Reagana w Waszyngtonie.
Dwóch największych pracodawców w Aleksandrii to agencje federalne. Departament Obrony Stanów Zjednoczonych zatrudnia około 11 tys. osób, a Urząd Patentów i Znaków Towarowych USA około 7 tys. Dwóch dużych pozarządowych pracodawców non-profit to Armia Zbawienia, która ma tutaj swoją siedzibę i Towarzystwo Zarządzania Zasobami Ludzkimi.

## Miasta partnerskie
- Dundee, Szkocja
- Caen, Francja
- Giumri, Armenia
- Helsingborg, Szwecja

## Ludzie urodzeni w Alexandrii
- Angus King (ur. 1944) – gubernator i senator ze stanu Maine
- Stewart Copeland (ur. 1952) – muzyk, perkusista
- Megan Young (ur. 1990) – Miss Świata 2013
- Diedrich Bader (ur. 1966) – aktor
- Casey Wilson(inne języki) (ur. 1980) – aktorka i scenarzystka
- Mackenzie Phillips(inne języki) (ur. 1959) – aktorka i piosenkarka
- Neko Case (ur. 1970) – piosenkarka
- John Wells (ur. 1956) – scenarzysta, reżyser i producent
- James Alfred Pearce (1805–1862) – polityk i prawnik